# 克斯廷·基尔加斯
克斯廷·基尔加斯（德語：Kerstin Kielgaß，1969年12月6日—），德国女子游泳运动员，主攻自由泳。她曾代表德国参加1992年、1996年和2000年夏季奥林匹克运动会游泳比赛，获得一枚银牌和三枚铜牌。